# Másodrendű számtani sorozat
A másodrendű számtani sorozatok olyan számsorozatok (vagy általánosabban: egy kvázicsoport elemeiből képezett olyan sorozatok), melyek maguk nem feltétlenül számtani sorozatok ugyan, de különbségsorozatuk már számtani sorozat.
Egy legalább három számból álló - akár véges, akár végtelen - sorozatot akkor nevezünk tehát másodrendű számtani sorozatnak, ha a szomszédos elemek különbségéből álló sorozat szomszédos elemeinek különbsége (a sorozatra jellemző) állandó. Azaz: a sorozat különbségsorozatának különbségsorozata (a sorozat ún. másodrendű különbségsorozata) konstans.
Egy egyszerű példa a négyzetszámok 1, 4, 9, 16, 25, 36,… sorozata: az 1-hez 3-at kell hozzáadni, hogy a következő tagot, a négyet kapjuk, a négyhez viszont már ötöt, hogy a kilenc adódjon, a kilenchez már hetet; általánosan: mindig kettővel többet, mint megelőzően. Nemcsak példák tömkelege igazolja, de szigorúan is bebizonyítható, hogy a másodrendű számtani sorozat a kontinuum felett értelmezett valós függvények elméletében definiálható „egyváltozós, legfeljebb másodfokú függvény” fogalmának diszkrét megfelelője.

## Egyéb definíciók

### Egy lehetséges formális definíció
A bevezető definíciónak megfelelően, egy (an) sorozat akkor és csak akkor másodrendű számtani sorozat, ha (Δ2an) számtani sorozat, azaz
ahol (Δ2an) az (an) sorozat másodrendű különbségsorozata.

### Rekurzív megadás
A Különbségsorozat c. cikkben leírt Δan := an+1 − an képlet alkalmazásával bármely sorozat an+1=an+Δan alakba írható. Felhasználva, hogy a Δan elsőrendű különbségsorozat egy számtani sorozat s így explicit képlete (n-edik tagja) Δan = Δa1+(n-1)D valamely D valós számmal, adódik
Tehát: az (an) sorozat pontosan akkor másodrendű számtani sorozat, ha vannak olyan A, B valós számok, hogy
vagy ami ezzel ekvivalens (minthogy (n-1)A+B = nA-A+B = nA+(B-A), írjunk B-A helyébe egyszerűen B-t):
A(z elsőrendű) számtani sorozatokra vonatkozó analóg rekurzív képlet ettől annyiban különbözik, hogy abban nincs benne az nA tag.
Megjegyezzük, hogy szűkebb értelemben véve ez még nem rekurzív megadása a sorozatnak (ld. rekurzív sorozat), ugyanis nem találtunk olyan m-változós φ(x1,x2,…,xn):R→R függvényt, amelyet a sorozat tetszőleges m-darab tagjára alkalmazhatnánk, és megkapnánk a következő tagot. Írjuk fel azonban egy másodrendű sorozat három egymást követő tagját a következőképp:
- an;
- an+1 = an+Δan;
- an+2 = an+1+Δan+1 = an+1+Δan+d = an+1+(an+1-an)+d = 2an+1-an+d.

Ebből következően egy másodrendű számtani sorozat n+2-edik tagját úgy kapjuk, hogy ez előző két tagot a
egyenletbe helyettesítjük (a megelőző tagot az x, azt azt megelőzőt pedig az y helyébe; a d valós szám persze a különbségsorozat differenciája):
A φ itt kétváltozós függvény, tehát a másodrendű számtani sorozatok másodrendben rekurzív függvények. Ld. még minimális rekurziós rend.

### Általános (n-edik) tag

#### Az első tag függvényében
Ha az an másodrendű sorozat első tagja a1, a különbségsorozata első tagja Δa1 és a különbségsorozat differenciája D, akkor:
Ez a következő gondolatmenettel adódik: kiindulva az an = a1+Δa1+Δa2+ … +Δan-1, tömörebben {\displaystyle a_{n}=a_{1}+\sum _{i=1}^{n-1}\Delta a_{n}} képletből, amelyben a (Δan) számtani sorozat - differenciája legyen D - összege szerepel, és felhasználva a számtani sorozat összegképletét, adódik {\displaystyle \textstyle a_{n}=a_{1}+(n-1)\Delta a_{1}+{\frac {(n-2)(n-1)D}{2}}}.

#### Analitikus szemléletű definíció
Tétel (és/vagy definíció): Egy (an) legalább háromtagú sorozat akkor és csak akkor másodrendű számtani sorozat, ha vannak olyan α, β, γ ∈R valós számok, hogy teljesüljön
Ha az illető sorozat másodrendű számtani sorozat, akkor felhasználva az első tag függvényében az n-edik tagot megadó {\displaystyle a_{n}=a_{1}+(n-1)\Delta a_{1}+{\frac {(n-2)(n-1)D}{2}}} képletet, ezt átalakítjuk az n változó hatványkitevőinek csökkenő sorrendje szerint rendezve: {\displaystyle a_{n}} {\displaystyle =} {\displaystyle a_{1}+n\Delta a_{1}-\Delta a_{1}+{\frac {(n^{2}-3n+2)D}{2}}} {\displaystyle =} 
 {\displaystyle =} {\displaystyle {\frac {D}{2}}n^{2}+{\frac {-3D+2\Delta a_{1}}{2}}n+\left(a_{1}-\Delta a_{1}+D\right)}, innen pedig világos, hogy a keresett az α, β, γ számok tényleg léteznek, mégpedig
Fordítva, ha egy, az {\displaystyle a_{n}=\alpha n^{2}+\beta n+\gamma } képlettel megadható sorozat bármely öt egymást követő tagját felírjuk (feltéve, ha létezik ennyi tagja):
- an = αn2+βn+γ
- an+1 = α(n+1)2+β(n+1)+γ
- an+2 = α(n+2)2+β(n+2)+γ
- an+3 = α(n+3)2+β(n+3)+γ
- an+4 = α(n+4)2+β(n+4)+γ

A megfelelő differenciák egyaránt:
- Δan = an+1 - an = α2n+α+β
- Δan+1 = an+2 - an+1 = α2n+3α+β
- Δan+2 = an+3 - an+2 = α2n+5α+β
- Δan+3 = an+4 - an+3 = α2n+7α+β

A megfelelő második (másodrendű) differenciák:
- ΔΔan = Δan+1 - Δan = (α2n+3α+β)-(α2n+α+β) = 2α
- ΔΔan+1 = Δan+2 - Δan+1 = (α2n+5α+β)-(α2n+3α+β) = 2α
- ΔΔan+2 = Δan+3 - Δan+2 = (α2n+7α+β)-(α2n+5α+β) = 2α

Ez pedig egy konstans sorozat, tehát a differenciák differenciája állandó, ezért a differenciák sorozata számtani sorozat, tehát (an) egy másodrendű számtani sorozat.
(Megjegyzés: ha a sorozatnak nincs legalább öt tagja, a különbségsorozatos definíció értelmetlen rá. Ez esetben a fenti analitikus definíció a másodrendű számtani sorozat fogalom kézenfekvő kiterjesztésének tekinthető).

## Példák

### Elfajult esetek
Igen egyszerű (sőt, elfajult) példa, ha a különbségsorozat a konstans 0 sorozat, az első elem pedig 0. Ekkor a konstans 0 sorozatot kapjuk. Általában, ha a különbségsorozat konstans (mondjuk (d, d, … )), akkor az itt leírt an+1=an+Δan képlet alkalmazásával beláthatóan, elsőrendű számtani sorozatot kapunk, hiszen ekkor an+1=an+d. Egy másodrendű számtani sorozat ezért akkor és csak akkor (elsőrendű) számtani sorozat, ha különbségsorozata konstans (hogy csak akkor számtani, az a számtani sorozat definíciójából adódik, hogy akkor számtani, az pedig az említett képlet alkalmazásával adódott).

### További példák
| első tag | különbség | a sorozat pár tagja        | n-edik tag (n ∈N+)                                                                                     |
| 1        | 0         | 1, 1, 1, 1, 1, 1, 1, …     | 1 |
| 1        | 2         | 1, 3, 5, 7, 9, 11, 13, …   | 2n-1                                                                                                   |
| 0        | n         | 0, 1, 3, 6, 10, 15, 21, …  | {\displaystyle \textstyle {\frac {(n-1)(n)}{2}}={n \choose 2}={\frac {1}{2}}n^{2}-{\frac {1}{2}}n}     |
| 2        | n         | 2, 3, 5, 8, 12, 17, 23, …  | {\displaystyle \textstyle {\frac {(n-1)n}{2}}+2={n \choose 2}+2={\frac {1}{2}}n^{2}-{\frac {1}{2}}n+2} |
| 0        | n+1       | 0, 2, 5, 9, 14, 20, 27, …  | {\displaystyle \textstyle {\frac {(n-1)(n+2)}{2}}={\frac {1}{2}}n^{2}+{\frac {1}{2}}n-1}               |
| 0        | 2n        | 0, 2, 6, 12, 20, 30, 42, … | {\displaystyle \textstyle (n-1)(n)=n^{2}-n=2{n \choose 2}}                                             |
| 1        | 2n        | 1, 3, 7, 13, 21, 31, 43, … | {\displaystyle \textstyle (n-1)(n)=n^{2}-n+1=2{n \choose 2}+1}                                         |
| 0        | 2n+1      | 0, 3, 8, 15, 24, 35, 48, … | {\displaystyle \textstyle (n-1)(n+1)=n^{2}-1}                                                          |
| 1        | 2n+1      | 1, 4, 9, 16, 25, 36, 49, … | {\displaystyle \textstyle n^{2}}                                                                       |

## További tulajdonságok

### Összegképlet
A másodrendű számtani sorozatok összegzését megnehezíti, hogy az összegsorozat magasabbrendű, nevezetesen harmadrendű számtani sorozat. Az analitikus szemléletű definíció c. szakaszban levezetett
{\displaystyle a_{n}=\alpha n^{2}+\beta n+\gamma } képlet alapján viszont, felhasználva a szakirodalomban ismert, a négyzetszámok összegzését megadó képletet és a háromszögszám-képletet:
{\displaystyle S_{a_{n}}} {\displaystyle =} {\displaystyle \sum _{i=1}^{n}a_{n}} {\displaystyle =} {\displaystyle \sum _{i=1}^{n}\left(\alpha i^{2}+\beta i+\gamma \right)} {\displaystyle =}

{\displaystyle =} {\displaystyle \sum _{i=1}^{n}\alpha i^{2}+\sum _{i=1}^{n}\beta i+\sum _{i=1}^{n}\gamma } {\displaystyle =} {\displaystyle \alpha \sum _{i=1}^{n}i^{2}+\beta \sum _{i=1}^{n}i+\sum _{i=1}^{n}\gamma } {\displaystyle =} {\displaystyle \alpha S_{n^{2}}+\beta S_{n}+n\gamma } {\displaystyle =} {\displaystyle \alpha {\frac {n(n+1)(2n+1)}{6}}+\beta {\frac {n(n+1)}{2}}+n\gamma } {\displaystyle =} 
 {\displaystyle =} {\displaystyle {\frac {\alpha }{3}}n^{3}+{\frac {\alpha +\beta }{2}}n^{2}+\left({\frac {\alpha +3\beta +6\gamma }{6}}\right)n} {\displaystyle =} 
 {\displaystyle =} {\displaystyle {\frac {D}{6}}n^{3}+{\frac {\Delta a_{1}-D}{2}}n^{2}+\left({\frac {2D-3\Delta a_{1}+6a_{1}}{6}}\right)n} .

### Minimális rekurziós rend
A Rekurzív megadás c. szakaszban foglaltak szerint a másodrendű számtani sorozatok másodrendben rekurzívak. Még ha nem is számtani sorozatról van szó (amelyek minimális rekurziós rendje 1), hanem olyan másodrendű számtani sorozatról, amelynek különbségsorozata nem állandó - nevezzük ezeket valódi másodrendű számtani sorozatnak - még ezekhez is létezhet a másodrendű rekurziónál egyszerűbb, elsőrendű rekurzió. Egy példa:
Tétel: Azon csak nemnegatív elemeket tartalmazó másodrendű számtani sorozatok, melyek f(n)=αx2+βx+γ "generálófüggvénye" a nemnegatív valós számok halmazára szorítkozva invertálható; elsőrendben is rekurzívak, azaz minimális rekurziós rendjük 1.
Bizonyítás: Tekintsük az analitikus szemléletű definíció c. szakaszban levezetett
{\displaystyle a_{n}=\alpha n^{2}+\beta n+\gamma } képletet! Mármost az (a1) sorozat akkor és csak akkor elsőrendben rekurzív, ha van olyan φ(x); R→R egyváltozós valós függvény, amelyre bármely n>0 index esetén an+1 = φ(an). Eszerint a φ(x) függvény minimum az X := {an|n∈N+} = {αn2+βn+γ|n∈N+}⊆R halmazon értelmezve kell, hogy legyen, és ennek n-edik eleméhez az n+1-edik elemét kell rendelnie. Legyen f(x) := αx2+βx+γ a sorozatnak képlete által megadott valós függvény. Ekkor ha m∈N+ tetszőleges index, és x = an = f(n)∈X, akkor φ(x) = φ(an) = φ(f(n)) = an+1= f(n+1). Azaz egy olyan függvényegyenlethez jutottunk, amely szerint:
bármely n>0 természetes számra (f egy rögzített, az illető másodrendű számtani sorozatra jellemző, legfeljebb másodfokú függvény). Legyen most f* = f|R+−1, azaz az f pozitív valós számokra való leszűkítésének inverz függvénye (feltevésünk szerint ez létezik, s már említettük, hogy a példák közt vannak olyan valódi másodrendű számtani sorozatok, amelyek valóban invertálhatóak e módon). Akkor, ha f(n)=x, akkor (véve mindkét oldal inverzét) n=f*(f(n))=f*(x), tehát f(n+1)=f(f*(x)+1), azaz:
Ezzel megkaptuk a φ függvény képletét, és ezzel egy elsőrendű rekurziót. Például ha an=n2, akkor {\displaystyle \textstyle \varphi (x)=\left({\sqrt {x}}+1\right)^{2}=x+2{\sqrt {x}}+1}, és valóban például 4=φ(1)=1+2+1, 9=φ(4)=4+2√(4)+1=4+4+1; 16=φ(9)=9+2√9+1=9+6+1 stb.

### Lineáris algebrai leírás
Az analitikus szemléletű definíció c. szakaszban levezetett
{\displaystyle a_{n}=\alpha n^{2}+\beta n+\gamma } képlet alapján kimondható, hogy a valós számsorozatok (RN+,+, · (0)) lineáris terén (+ a sorozatok tagonkénti összeadásának, · a számmal való tagonkénti szorzásának művelete) belül a másodrendű számtani sorozatok egy generált alteret alkotnak, a generáló vektorok pedig az (1), az (n) és az (n2) sorozatok. Ennek az altérnek a dimenziója - a generáló elemek függetlensége miatt - 3.

### Lásd még
- számtani sorozat
- n-edrendű számtani sorozat